# Palatul Primăriei din Cluj-Napoca
Palatul Primăriei din Cluj-Napoca, inițial sediu al Comitatului Cluj, este un monument istoric și de arhitectură construit la sfârșitul secolului al XIX-lea pe strada Mănășturului, în prezent str. Moților nr. 1-3. Edificiul, operă a arhitectului Ignác Alpár, se găsește pe lista monumentelor istorice sub (cod LMI CJ-II-m-B-07416).

## Istoric
Datare: 1896-1897.